# Ytterbium(III)-iodid
Ytterbium(III)-iodid (YbI3) ist eine chemische Verbindung aus den Elementen Ytterbium und Iod.

## Eigenschaften
Durch thermischen Abbau von Ytterbium(III)-iodid erfolgt die Darstellung von Ytterbium(II)-iodid:
{\displaystyle \mathrm {2\ YbI_{3}\ {\xrightarrow[{}]{\Delta \ T}}\ 2\ YbI_{2}\ +\ I_{2}} }